# Планина (Постојна)
Планина (словен. Planina, итал. Planina) је насељено место у општини Постојна, Приморско-нотрањска регија, Словенија.

## Историја
До територијалне реорганизације у Словенији била је у саставу старе општине Постојна.

## Становништво
У попису становништва из 2011. године, Планина је имала 815 становника.
| Број становника према пописима | Број становника према пописима | Број становника према пописима |
| ------------------------------ | ------------------------------ | ------------------------------ |
| 1991                           | 2002                           | 2011                           |
| 549                            | 647                            | 815                            |

Напомена: Године 1994. умањено за део насеља који је припојен насељу Постојна.

## Галерија
- римокатоличка жупна црква "Света Марјета"
- римокатоличка црква "Свети Криж" и гробље
- поглед на планину са југа
- детаљ из насеља
- остаци дворца "Хошперг" (Haasberg)
- мост на реци Уници
- Равбарска кула
- брана
- архитектура
- пећина
- пејзаж